# Apostolska nunciatura na Kitajskem
Apostolska nunciatura na Kitajskem je diplomatsko prestavništvo (veleposlaništvo) Svetega sedeža na Kitajskem, ki ima sedež v Tajpeju; ustanovljena je bila 11. avgusta 1922.

## Seznam apostolskih nuncijev
- Celso Benigno Luigi Costantini (12. avgust 1922–20. december 1935)
- Mario Zanin (7. januar 1934–1946)
- Antonio Riberi (6. julij 1946–1951)
- Joseph Caprio (20. maj 1959–22. avgust 1967)
- Luigi Accogli (16. oktober 1967–29. september 1970)
- Edward Idris Cassidy (27. oktober 1970–25. marec 1979)
- nezasedano mesto